# 亞歷山大·茲韋列夫
亚历山大·“萨沙”·兹韦列夫（德語：Alexander “Sascha” Zverev，1997年4月20日—）是德國職業網球運動員，職業生涯ATP单打排名世界第二，自2017年7月以来一直稳居前十名。擁有23座单打冠军頭銜，包括七項大師賽和兩次年終總決賽。兹韦列夫在2018年終总决赛成为十年来最年轻的奪冠選手。在東京奧運獲得德國首面網球男子單打金牌。在2020年美国公开赛首度打進大满贯决赛，但最終输给多米尼克·蒂姆而獲得亚军。
兹韦列夫曾在青少年世界排名第一，是2014年澳網青少年組的冠軍。轉职业後也早早就有所突破，在17岁时成为史上最年轻的ATP挑戰賽冠军得主之一。20岁前已赢得两个ATP巡回赛冠军，成為自2008年馬林·契利奇之後首位未滿20歲的冠軍得主。20岁时成为自諾瓦克·喬科維奇以来最年轻进入ATP排名前20的球员。 
茲韋列夫身高1.98米（6英尺6英寸），与其他身高相同的球员不同，他回球好于发球。尽管如此，他的发球仍然出色，时速可达230公里（145英里），但二次发球時速通常只能达到时速140公里（86英里）。
茲韋列夫被網壇三巨頭赞为潜在的继任者之一。拉斐爾·拿度称他为“明显可能成为未来的世界第一”，而德约科维奇则说：“希望他能超越我。”

## 成長背景
1997年，茲韋列夫出生於德國漢堡。父親亞歷山大（Alexander Sr.）與母親伊莉納（Irina）是前網球選手，都曾為蘇聯效力。他的哥哥米沙·茲韋列夫也是職業網球選手，最高世界排名第25位。

## 青少年生涯
茲韋列夫在2013年10月至2014年6月間是青少年組排名第一的選手。在當時完成了青少年男子單打96勝35敗的紀錄。
茲韋列夫2013年在法網青少年組決賽輸給了克里斯蒂安·加林、溫網青少年組第三輪出局、美網青少年組在四強敗給當屆冠軍博爾納·丘里奇。2014年，茲韋列夫以第一種子的身分在決賽打敗第二種子斯特凡·科茲洛夫，贏得澳網青少年組冠軍。 

## 職業生涯

### 2014：挑戰賽冠軍、500賽四強
2014年，茲韋列夫在澳網青少年組奪冠後將重心轉向職業，但前五場賽事均未能打進會內賽，直到5月以外卡參加海爾布隆內卡河盃取得挑戰賽首場勝利。
7月於布倫斯威克舉辦的儲蓄銀行盃打敗三位排名前100名的選手，贏得生涯首座ATP挑戰賽冠軍。第一輪打敗了世界排名87名的托比亞斯·卡姆克，四強打敗排名56名的頭號種子安德烈·戈盧別夫，決賽打敗89名的保羅-亨利·馬蒂厄。以17歲2個月的年齡，成為伯納德·托米奇（2009年）之後最年輕拿到挑戰賽冠軍的選手。
接連兩週再以外卡參加斯圖加特站以及漢堡站。儘管斯圖加特首輪以兩盤搶七輸給當屆亞軍盧卡斯·拉索爾，但在漢堡打敗羅賓·哈塞贏得ATP巡迴賽首場勝利，第二輪更首次戰勝世界排名前20名的球員米哈伊爾·尤日尼，準決賽不敵大卫·费雷尔將生涯最佳成績推進至四強。

### 2015：世界前100
2015年賽季初，茲韋列夫受限排名未能直接進入ATP巡迴賽的會內賽，3月在邁阿密大師賽從會外賽晉級，打敗山姆·格羅斯取得大師賽首場勝利，但次輪再次輸給拉索爾。
5月紅土賽季，與哥哥米沙在巴伐利亞站首闖雙打決賽。並在海爾布隆贏得第二個挑戰者冠軍後，首次進入ATP排名前100。
6月，在溫布頓網球錦標賽首次憑藉排名獲得大滿貫參賽資格，並以五盤戰勝泰穆拉茲·加巴什維利取得大滿貫首場勝利。
在7月排名跌出百名外的茲韋列夫，以瑞典公開賽、華盛頓公開賽四強和八強的成績，確保了美網會內賽資格；可惜首輪不敵同胞選手菲利普·科爾施賴伯。年終以世界排名第83作收，為當年度最年輕的百強球員，被評為ATP明日之星。

### 2016：巡迴賽冠軍、世界前20

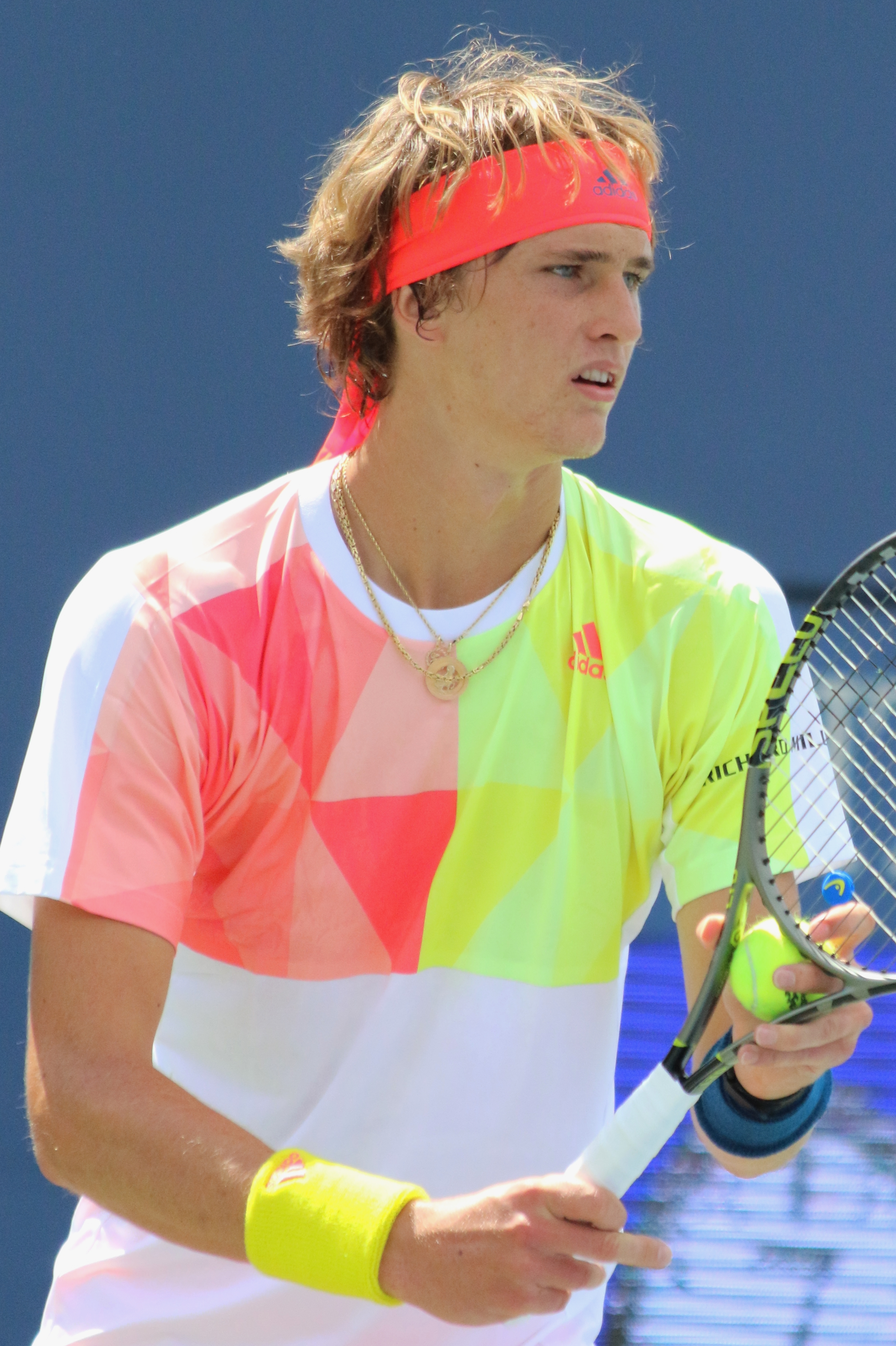
2016年美國網球公開賽的茲韋列夫

2016年，茲韋列夫首場賽事澳洲網球公開賽開局就遭世界第二的安迪·穆雷直落三淘汰，三盤僅拿六局。隨後的法國南部公開賽單打四強（在第二輪戰勝當時排名第13的馬林·西利奇），和哥哥搭檔雙打則二度進入決賽。
3月，在印地安泉大師賽連過格里戈尔·迪米特洛夫、吉爾·西蒙兩名前30的選手晉級第四輪，但對陣拉斐爾·納達爾在決勝盤握有領先優勢情況下，錯失賽末點且丟失後續15分中的14分最終吞敗；對此茲韋列夫認為「我錯失了整場比賽中可能最容易的一次擊球機會。」。而後在尼斯公開賽、法國網球公開賽兩度敗給多米尼克·蒂姆。尼斯是茲韋列夫首次打進巡迴賽單打決賽，法網第三輪則創大滿貫最佳成績。
6月草地賽季，哈雷公開賽準決賽戰勝世界第三的羅傑·費德勒，終結費德勒在哈雷連續十次進入決賽的紀錄，也是繼穆雷之後第一個擊敗費德勒的青少年選手；可惜最終不敵同胞弗洛里安·邁爾，獲得亞軍。賽後進到前30名，溫網首次取得大滿貫種子席次（24號），第三輪輸給托馬什·貝爾迪赫，追平5月在法網的成績。
8月，加拿大及辛辛那提兩場大師賽均止步首輪，在美國公開賽系列賽華盛頓站再次進到四強，但美網第二輪輸給丹·埃文斯。
9月，在聖彼得堡公開賽奪得生涯ATP巡迴賽座首冠。準決賽中首次擊敗貝爾迪赫，在決賽第三盤0-3 落後情況下逆轉戰勝斯坦·瓦林卡。
10月，在中國公開賽取得與蒂姆第四次交手的首勝，成為鲍里斯·贝克尔（1986年）之後，第一個連續三次戰勝排名前十的青少年選手。

### 2017：兩座大師賽冠軍、世界第三
2017年，茲韋列夫1月在澳網與納達爾激戰五盤落敗。隨後在法國南部公開賽獲單雙打（與哥哥搭檔）雙料冠軍。3月在邁阿密擊敗賽會頭號種子瓦林卡首度打進大師賽八強，然而連同月初的印地安泉兩場大師賽敗給尼克·基里奧斯。
5月紅土賽季，先後贏得巴伐利亞和2017年羅馬大師賽兩座冠軍。羅馬擊敗諾瓦克·喬科維奇，成為自喬科維奇（2007年）以來最年輕的大師賽冠軍，也是首位1990年後出生的大師賽冠軍。排名更首度進到前十。然而卻在法網首輪告負。
時隔一年，於6月的哈雷公開賽單打決賽再次對陣費德勒，可惜本次未能勝出；雙打部分同樣獲得亞軍。溫網則將大滿貫成績推進至第四輪（五盤輸給前一屆亞軍米洛斯·拉奧歷）。
8月，再獲華盛頓及加拿大兩座冠軍。加拿大決賽擊敗羅傑·費德勒，成為自2007年大衛·納爾班迪安後，再有四巨頭以外的球員能在同一賽季擁有多個大師賽冠軍頭銜；值得一提的是在對陣里夏爾·加斯凱首輪比賽茲韋列夫一共化解對手三個賽末點。
儘管獲得了2017 Next Generation ATP Finals參賽資格，但茲韋列夫選擇專注於年終賽；小組賽對陣費德勒、西利奇和傑克·索克，取得一勝兩負未能晉級四強。
在賽前一度排名世界第三，最終以年終第四、全年決賽五勝一負締佳績結束賽季。

### 2018：年終賽冠軍、法網八強
2018年，茲韋列夫儘管全年都保持世界前五，但大滿貫仍沒能突破。澳網爆冷輸給排名59的新生代總決賽冠軍鄭泫後，直到4月邁阿密才打入本年首場決賽，最終還是輸給了從未獲得大師賽冠軍的美國選手約翰·伊斯內爾。
5月，在馬德里再次戰勝蒂姆，收穫生涯的第三個大師賽冠軍，也成為四巨頭之外唯一達成大師賽三冠的現役球員。另外在蒙地卡羅和羅馬則打進四強以及決賽，其中羅馬儘管決勝盤率先破納達爾發球局仍輸掉本場比賽，未能再次背靠背連續贏得兩場大師賽冠軍。
從巴伐利亞成功衛冕到羅馬決賽，茲韋列夫戰績為13連勝。法網洗刷去年首輪失利陰霾，首次闖入大滿貫賽事八強，儘管未能取得對戰蒂姆二連勝（當時蒂姆以四勝兩負領先）但仍為紅土賽季畫上圓滿句點。
8月，成功衛冕的華盛頓為茲韋列夫賽季下半年（年終賽之前）唯一的單打決賽；雙打則在巴塞爾獲得亞軍。溫網和美網均在第三輪失利。
連續兩年同時獲得新生代總決賽和年終總決賽參賽資格的茲韋列夫，再次只參加後者賽事。四強直落二擊敗費德勒，並在決賽對喬科維奇成功復仇（兩人在小組賽對戰由喬科維奇勝出），贏得職業生涯第十個，也是至今最重要的一個冠軍。自1995年鲍里斯·贝克尔後首位贏得年終賽冠軍的德國人。

### 2020：澳網四強、美網决赛
2020年，茲韋列夫在澳網一盘未丢进入1/4决赛，並以四盘击败瓦林卡首次打进大满贯半决赛，但输给蒂姆。
2月，作為二號種子在墨西哥第二輪爆冷輸給資格賽選手托米·保羅後，從3月至8月皆受到2019冠状病毒病疫情影響而暫停巡迴賽事。
9月，在美網1/4决赛四盘击败博爾納·丘里奇後，半决赛讓二追三戰勝巴勃羅·卡雷尼奧·布斯塔。然而首次的大满贯决赛再次遇上蒂姆，茲韋列夫握有兩盤領先優勢仍在最后一盘的抢七决胜局中输掉，屈居亚军。蒂姆成为公开赛时代首位在美網决赛落后两盘但最终获胜的球员，兩人對戰成績差距拉大至蒂姆的八勝兩負。之後在兩度延期的法網第四輪輸給揚尼克·辛納。
10月，連續在两场科隆賽事（受疫情影響而新增）奪冠，直落二分別擊敗費利克斯·奧熱-阿利亞西姆和迪亞哥·施瓦茲曼。随后巴黎大師賽半决赛连下两盘击败拿度，但决赛三盘输给丹尼爾·梅德韋傑夫。
兹韦列夫ATP总决赛在小组赛阶段被淘汰，三盘战胜施瓦茨曼後，输给了喬科維奇和最终的冠军梅德韋傑夫。

### 2021：奧運金牌、第四座大师赛和第二座年終賽冠軍：
在夏季奧運會上，茲韋列夫擊敗盧彥勳、丹尼尔·伊拉希·加兰、尼科洛茲·巴西拉什維利和熱雷米·夏爾迪，晉級半決賽。半決賽面對世界第一的諾瓦克·喬科維奇儘管先丟一盤並被破發，仍奮起直追連贏八局，最終以三盤獲勝。決賽直落兩盤擊敗卡倫·哈查諾夫，奪得奧運金牌。茲韋列夫成為第一位獲得單打金牌的德國男子選手，也是自2000年雪梨奧運托米·哈斯獲得銀牌以來首位獲得獎牌的德國男子選手。
在美國網球公開賽，茲韋列夫力爭在去年闖入決賽後，首次贏得大滿貫賽事冠軍。他擊敗傑克·索克和劳埃德·哈里斯，晉級半決賽。儘管他先拔頭籌，但最終五盤不敵喬科維奇，終結了自奧運以來的職業生涯最高16連勝紀錄。

### 2022：法網四強，腳傷錯過溫網

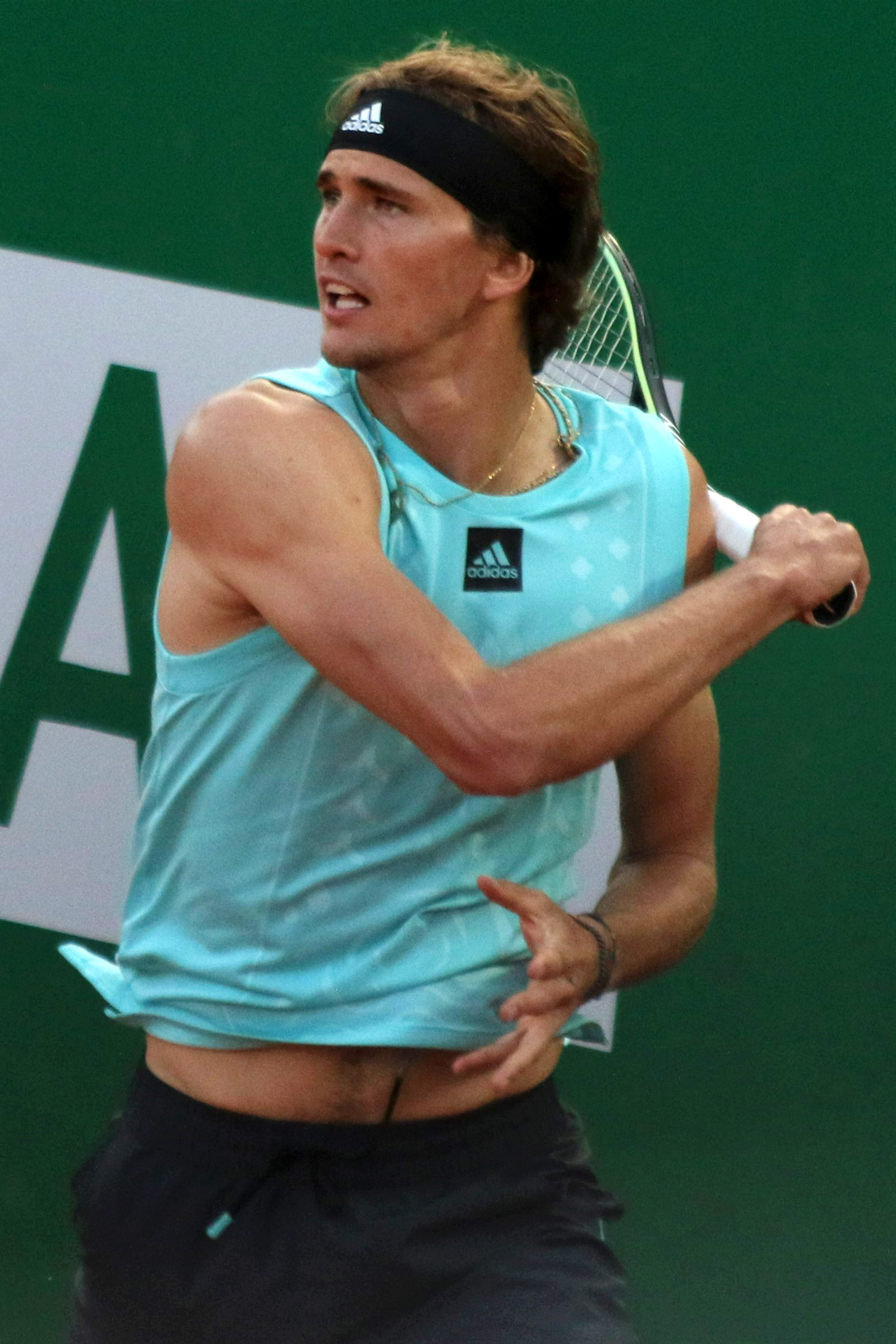
2022年蒙特卡洛大师赛上的兹韦列夫。

茲韋列夫在蒙地卡羅大師賽開啟了他的紅土賽季。作為二號種子，他在四分之一決賽中經過三盤激戰，擊敗九號種子、世界排名第12位的扬尼克·辛纳，晉級半決賽；但半決賽中連輸兩盤，輸給了三號種子斯特凡諾斯·西西帕斯。作為慕尼黑寶馬公開賽的頭號種子，他在第二輪被世界排名第70位球員霍尔格·鲁内爆冷擊敗。
身為馬德里公開賽的二號種子，他重返賽場，力求衛冕。在八強賽直落兩盤擊敗八號種子费利克斯·奥热-阿利亚西姆，晉級半決賽。此前，他在第二輪經過三盤苦戰擊敗馬林·契利奇後，第三輪對手洛伦佐·穆塞蒂因腿傷退賽。在半決賽擊敗四號種子斯特凡諾斯·西西帕斯，第三次打入大師賽決賽。他將自己與西西帕斯的交手記錄提升至4勝7敗，並贏得了紅土賽場上的首場勝利。在決賽中，他輸給了七號種子卡洛斯·阿尔卡拉斯。
他在義大利網球公開賽上以二號種子參賽，並在四分之一決賽中擊敗克里斯蒂安·加林，晉級半決賽。在半決賽中，他再次面對四號種子斯特凡諾斯·西西帕斯，這場是他連續第三次在紅土賽季的大師賽級別比賽中對陣西西帕斯，最終在半決賽不敵西西帕斯。
在法國網球公開賽以三號種子身份參賽，並在四分之一決赛擊敗六號種子卡洛斯·阿尔卡拉斯，追平了去年半決賽的成績。在對陣五號種子、前世界排名第一拉斐爾·拿度的半決賽中，他在比賽進行了3小時13分鐘後退賽，因為他的右腳踝扭傷、三條外側韌帶撕裂被輪椅推下了場。茲韋列夫表示，這次受傷將導致他錯過溫布頓網球錦標賽。他於2022年6月8日接受了手術，修復腳踝撕裂的韌帶。儘管他在法國網球公開賽出局，但在2022年6月13日創下了世界第二的職業生涯最高排名。

### 2023：重返法網四強
茲韋列夫在義大利公開賽以19號種子的身份，進入第四輪後輸給了3號種子丹尼爾·梅德韋傑夫。未達去年四強成績導致排名再次下降，從22位跌至27位。在日內瓦公開賽以3號種子的身份進入半決賽，輸給了最終贏得比賽的尼古拉斯·雅里。在法國網球公開賽以22號種子的身份進入半決賽，在前四輪比賽中擊敗了劳埃德·哈里斯、亚历克斯·莫尔坎、12 號種子法蘭西斯·蒂亞弗和28號種子格里戈尔·迪米特洛夫。四分之一決赛對陣托马斯·马丁·埃切韦里以四盤勝出，連續三年進入法網半決賽。但半決賽以三盤連敗輸給了世界排名第四卡斯珀·魯德。
茲韋列夫在溫布頓網球公開賽第三輪輸給了馬泰奧·貝雷蒂尼。

### 2024：法網決賽
茲韋列夫連續四次打進法國網球公開賽半決賽，先後擊敗拉斐爾·拿度、大衛·戈芬、塔倫·格里科斯普、霍尔格·鲁内和亚历克斯·德米纳尔。在擊敗兩屆亞軍卡斯珀·魯德後首次進到法網決賽，也是自2020年美網以來首場大滿貫決賽。在對陣卡洛斯·阿尔卡拉斯的決賽進行到最後的決勝盤時，阿尔卡拉斯的二發被司線員判出界但遭主審駁回改判，然而鷹眼系統回播時卻顯示該發球的確出界。如果沒有被駁回，茲韋列夫本來可以成功破發。雖然鷹眼裁判的判罰有一定的誤差，但這仍然是極具爭議的駁回判罰。網球評論員羅比·科尼格和前世界排名第一的安迪·羅迪克不同意這項駁回判罰。茲韋列夫最終輸掉了第五盤，屈居亞軍。
在溫布頓網球公開賽上，茲韋列夫擊敗了罗伯托·卡瓦列斯·巴埃纳、馬科斯·吉隆和卡梅伦·诺里，然後在第四輪輸給了泰勒·弗里茨。他與诺里的第三盤搶七被認為是本屆賽事中最長的搶七之一，茲韋列夫在26分鐘後以17-15獲勝。

### 2025：澳網決賽
茲韋列夫職業生涯首次以二號種子身份參加澳大利亞網球公開賽，首輪便以壓倒性優勢擊敗盧卡斯·普耶。半決賽對手諾瓦克·喬科維奇在首盤結束便因傷退賽，茲韋列夫首次打進澳網決賽，但決賽以3-6、6-7(4-7)、3-6的比分不敵頭號種子、衛冕冠軍扬尼克·辛纳。

## 生涯統計

### 大滿貫與年終賽年表
指引：
| W | F | SF | QF | #R | RR | LQ (Q#) | A | P | Z# | PO | SF-B | F-S | G | NMS | NH | NQ |

W：冠軍；F：亞軍；SF：四強；QF：八強；#R：前四輪；RR：小組賽；LQ：止步資格賽；A：缺席；P：比赛延期；Z#：戴维斯杯/联合会杯组别赛（#表示级别）；PO：參與戴維斯盃/联合会杯附加赛；SF-B：奧運會銅牌；F-S：奧運會銀牌；G：奧運會金牌；NMS：非ATP1000大師賽系列；NH：該賽事本年度未舉行；NQ：未入圍。
統計至2025年溫布頓網球錦標賽
| 大滿貫賽事 |      |      |       |       |       |       |       |       |       |       |       |       |       |                    |                    |                    |
| 澳網       | A    | A    | Q1    | 1R    | 3R    | 3R    | 4R    | SF    | QF    | 4R    | 2R    | SF    | F     | 0 / 10             | 31–10              | 76%                |
| 法網       | A    | A    | Q2    | 3R    | 1R    | QF    | QF    | 4R    | SF    | SF    | SF    | F     | QF    | 0 / 10             | 38–10              | 79%                |
| 溫網       | A    | A    | 2R    | 3R    | 4R    | 3R    | 1R    | NH    | 4R    | A     | 3R    | 4R    | 1R    | 0 / 9              | 16–9               | 64%                |
| 美網       | A    | Q2   | 1R    | 2R    | 2R    | 3R    | 4R    | F     | SF    | A     | QF    | QF    |       | 0 / 9              | 26–9               | 74%                |
| 勝–負      | 0–0  | 0–0  | 1–2   | 5–4   | 6–4   | 10–4  | 10–4  | 14–3  | 17–4  | 8–2   | 12–4  | 18–4  | 10–3  | 0 / 38             | 111–38             | 74%                |
| ATP年終賽  |      |      |       |       |       |       |       |       |       |       |       |       |       |                    |                    |                    |
| 總決賽     | DNQ  | DNQ  | DNQ   | DNQ   | RR    | W     | SF    | RR    | W     | DNQ   | RR    | SF    |       | 2 / 7              | 17–10              | 63%                |
| 國家代表   |      |      |       |       |       |       |       |       |       |       |       |       |       |                    |                    |                    |
| 奧運       | NH   | NH   | NH    | A     | NH    | NH    | NH    | NH    | G     | NH    | NH    | QF    | NH    | 1 / 2              | 9–1                | 90%                |
| 數據統計   |      |      |       |       |       |       |       |       |       |       |       |       |       |                    |                    |                    |
|            | 2013 | 2014 | 2015  | 2016  | 2017  | 2018  | 2019  | 2020  | 2021  | 2022  | 2023  | 2024  | 2025  | 奪冠率             | 勝–負              | 勝率               |
| 參賽數     | 1    | 6    | 17    | 23    | 25    | 21    | 24    | 9     | 18    | 10    | 26    | 21    | 15    | 216                | 216                | 216                |
| 冠軍/決賽  | 0    | 0    | 0     | 1 / 3 | 5 / 6 | 4 / 6 | 1 / 3 | 2 / 4 | 6 / 6 | 0 / 2 | 2 / 2 | 2 / 4 | 1 / 3 | 24 / 39            | 24 / 39            | 24 / 39            |
| 硬地勝負   | 0–0  | 0–1  | 5–10  | 25–15 | 32–15 | 37–13 | 26–14 | 25–10 | 41–9  | 12–5  | 30–18 | 40–13 | 11–4  | 15 / 123           | 284–127            | 69%                |
| 紅土勝負   | 0–1  | 4–5  | 4–3   | 13–7  | 16–4  | 21–4  | 16–8  | 3–1   | 14–4  | 17–5  | 20–7  | 23–6  | 18–7  | 9 / 70             | 169–62             | 73%                |
| 草地勝負   | 0–0  | 0–0  | 5–4   | 6–2   | 9–3   | 2–2   | 2–3   | 0–0   | 4–2   | 0–0   | 5–2   | 6–2   | 6–3   | 0 / 23             | 45–23              | 66%                |
| 勝–負      | 0–1  | 4–6  | 14–17 | 44–24 | 57–22 | 60–19 | 44–25 | 28–11 | 59–15 | 29–10 | 55–27 | 69–21 | 35–14 | 24 / 216           | 498–212            | 70%                |
| 勝率       | 0%   | 40%  | 45%   | 65%   | 72%   | 76%   | 64%   | 72%   | 80%   | 74%   | 67%   | 77%   | 71%   | 70%                | 70%                | 70%                |
| 年終排名   | 809  | 136  | 83    | 24    | 4     | 4     | 7     | 7     | 3     | 12    | 7     | 2     |       | 總獎金 $53,673,857 | 總獎金 $53,673,857 | 總獎金 $53,673,857 |

### 大師賽
|          | 最佳成績（年份） | 最佳成績（年份） | 最近參賽 | 最近參賽 | 奪冠率 | 勝–負 | 勝率 |
| -------- | ---------------- | ---------------- | -------- | -------- | ------ | ----- | ---- |
| 印地安泉 | QF               | 2021、2024       | 2R       | 2025     | 0 / 9  | 13–9  | 59%  |
| 邁阿密   | F                | 2018             | 4R       | 2025     | 0 / 10 | 19–10 | 66%  |
| 蒙地卡羅 | SF               | 2018、2022       | 2R       | 2025     | 0 / 9  | 14–9  | 61%  |
| 馬德里   | W                | 2018、2021       | 4R       | 2025     | 2 / 8  | 25–6  | 81%  |
| 羅馬     | W                | 2017、2024       | QF       | 2025     | 2 / 9  | 27–7  | 79%  |
| 加拿大   | W                | 2017             | QF       | 2024     | 1 / 6  | 12–5  | 71%  |
| 辛辛那提 | W                | 2021             | SF       | 2024     | 1 / 9  | 12–8  | 60%  |
| 上海     | F                | 2019             | 4R       | 2024     | 0 / 6  | 12–6  | 67%  |
| 巴黎     | W                | 2024             | W        | 2024     | 1 / 7  | 19–6  | 76%  |

## 主要賽事決賽/獎牌戰

### 大滿貫

#### 單打：3次（3亞軍）
| 賽果 | 年份 | 賽事           | 場地 | 對手              | 比分                         |
| 負   | 2020 | 美國網球公開賽 | 硬地 | 多米尼克·蒂姆     | 6–2, 6–4, 4–6, 3–6, 6–7(6–8) |
| 負   | 2024 | 法國網球公開賽 | 紅土 | 卡洛斯·阿尔卡拉斯 | 3–6, 6–2, 7–5, 1–6, 2–6      |
| 負   | 2025 | 澳洲網球公開賽 | 硬地 | 揚尼克·辛納       | 3–6, 6–7(4–7), 3–6           |

### 年終賽

#### 單打：2次（2冠軍）
| 賽果 | 年份 | 賽事              | 場地     | 對手              | 比分     |
| 勝   | 2018 | 倫敦ATP年終總決賽 | 室內硬地 | 諾瓦克·喬科維奇   | 6–4、6–3 |
| 勝   | 2021 | 都靈ATP年終總決賽 | 室內硬地 | 丹尼爾·梅德韋傑夫 | 6–4、6–4 |

### 奧運

#### 單打：1次（金牌）
| 賽果 | 年份 | 賽事     | 場地 | 對手          | 比分     |
| 金   | 2021 | 東京奧運 | 硬地 | 卡倫·哈查諾夫 | 6–3、6–1 |

## ATP巡迴賽

### 單打：39次（24冠）
| 賽事級別             |
| -------------------- |
| 大滿貫（0–3）        |
| 奧運（1–0）          |
| ATP年終賽（2–0）     |
| ATP1000大師賽（7–5） |
| ATP500賽（6–4）      |
| ATP250賽（8–3）      |

| 場地材質     |
| ------------ |
| 硬地（15-7） |
| 紅土（9-5）  |
| 草地（0-3）  |

| 場地類型      |
| ------------- |
| 室外（16-13） |
| 室內（8-2）   |

| 賽果 | 勝–負 | 日期       | 賽事                    | 級别   | 場地類型 | 對手                     | 比分                         |
| ---- | ----- | ---------- | ----------------------- | ------ | -------- | ------------------------ | ---------------------------- |
| 負   | 0–1   | 2016年5月  | 法國尼斯公開賽          | 250賽  | 紅土     | 多米尼克·蒂姆            | 4–6、6–3、0–6                |
| 負   | 0–2   | 2016年6月  | 德國哈雷公開賽          | 500賽  | 草地     | 弗洛里安·邁爾            | 2–6、7–5、3–6                |
| 勝   | 1–2   | 2016年9月  | 俄羅斯聖彼得堡公開賽    | 250賽  | 室內硬地 | 斯坦·瓦林卡              | 6–2、3–6、7–5                |
| 勝   | 2–2   | 2017年2月  | 法國蒙皮立公開賽        | 250賽  | 室內硬地 | 里夏爾·加斯凱            | 7–6(7–4)、6–3                |
| 勝   | 3–2   | 2017年5月  | 德國BMW公開賽           | 250賽  | 紅土     | 吉多·佩拉                | 6–4、6–3                     |
| 勝   | 4–2   | 2017年5月  | 義大利羅馬大師賽        | 大師賽 | 紅土     | 諾瓦克·喬科維奇          | 6–4、6–3                     |
| 負   | 4–3   | 2017年6月  | 德國哈雷公開賽          | 500賽  | 草地     | 羅傑·費德勒              | 1–6、3–6                     |
| 勝   | 5–3   | 2017年8月  | 美國華盛頓公開賽        | 500賽  | 硬地     | 凱文·安德森              | 6–4、6–4                     |
| 勝   | 6–3   | 2017年8月  | 加拿大蒙特婁大師賽      | 大師賽 | 硬地     | 羅傑·費德勒              | 6–3、6–4                     |
| 負   | 6–4   | 2018年4月  | 美國邁阿密公開賽        | 大師賽 | 硬地     | 約翰·伊斯內爾            | 7–6(7–4)、4–6、4–6           |
| 勝   | 7–4   | 2018年5月  | 德國BMW公開賽 (2)       | 250賽  | 紅土     | 菲利普·科爾施賴伯        | 6–3、6–3                     |
| 勝   | 8–4   | 2018年5月  | 西班牙馬德里大師賽      | 大師賽 | 紅土     | 多米尼克·蒂姆            | 6–4、6–4                     |
| 負   | 8–5   | 2018年5月  | 義大利公開賽            | 大師賽 | 紅土     | 拉斐爾·納達爾            | 1–6、6–1、3–6                |
| 勝   | 9–5   | 2018年8月  | 美國華盛頓公開賽 (2)    | 500賽  | 硬地     | 亞歷克斯·德米納爾        | 6–2、6–4                     |
| 勝   | 10–5  | 2018年11月 | 英國ATP年終總決賽       | 年終賽 | 室內硬地 | 諾瓦克·喬科維奇          | 6–4、6–3                     |
| 負   | 10–6  | 2019年3月  | 墨西哥公開賽            | 500賽  | 硬地     | 尼克·基里奧斯            | 3–6、4–6                     |
| 勝   | 11–6  | 2019年5月  | 瑞士日內瓦公開賽        | 250賽  | 紅土     | 尼可拉斯·雅里            | 6–3、3–6、7–6(10–8)          |
| 負   | 11–7  | 2019年10月 | 中國上海大師賽          | 大師賽 | 硬地     | 丹尼爾·梅德韋傑夫        | 4–6、1–6                     |
| 負   | 11–8  | 2020年9月  | 美國網球公開賽          | 大滿貫 | 硬地     | 多米尼克·蒂姆            | 6–2、6–4、4–6、3–6、6–7(6–8) |
| 勝   | 12–8  | 2020年10月 | 德國科隆室内賽          | 250賽  | 室內硬地 | 費利克斯·奧熱-阿利亞西姆 | 6–3、6–3                     |
| 勝   | 13–8  | 2020年10月 | 德國科隆錦標賽          | 250賽  | 室內硬地 | 迪亞哥·史瓦茲曼          | 6–2、6–1                     |
| 負   | 13–9  | 2020年11月 | 法國巴黎大師賽          | 大師賽 | 室內硬地 | 丹尼爾·梅德韋傑夫        | 7–5、4–6、1–6                |
| 勝   | 14–9  | 2021年3月  | 墨西哥公開賽            | 500賽  | 硬地     | 斯特凡諾斯·西西帕斯      | 6–4、7–6(7–3)                |
| 勝   | 15–9  | 2021年5月  | 西班牙馬德里大師賽 (2)  | 大師賽 | 紅土     | 馬泰奧·貝雷蒂尼          | 6–7(8–10)、6–4、6–3          |
| 勝   | 16–9  | 2021年7月  | 日本東京奧運            | 奧運   | 硬地     | 卡倫·哈查諾夫            | 6–3、6–1                     |
| 勝   | 17–9  | 2021年8月  | 美國辛辛那提大師賽      | 大師賽 | 硬地     | 安德烈·魯布列夫          | 6–2、6–3                     |
| 勝   | 18–9  | 2021年10月 | 奧地利維也納公開賽      | 500賽  | 室內硬地 | 法蘭西斯·蒂亞弗          | 7–5、6–4                     |
| 勝   | 19–9  | 2021年11月 | 義大利ATP年終總決賽 (2) | 年終賽 | 室內硬地 | 丹尼爾·梅德韋傑夫        | 6–4、6–4                     |
| 負   | 19–10 | 2022年2月  | 法國蒙皮立公開賽        | 250賽  | 室內硬地 | 亞歷山大·巴伯里克        | 4–6、3–6                     |
| 負   | 19–11 | 2022年5月  | 西班牙馬德里大師賽      | 大師賽 | 紅土     | 卡洛斯·艾卡拉茲          | 3–6、1–6                     |
| 勝   | 20–11 | 2023年7月  | 德國漢堡歐洲公開賽      | 500賽  | 紅土     | 拉斯洛·傑雷              | 7–5、6–3                     |
| 勝   | 21–11 | 2023年9月  | 中國成都公開賽          | 250賽  | 硬地     | 羅曼·薩菲烏林            | 6–7(2–7)、7–6(7–5)、6–3      |
| 勝   | 22–11 | 2024年5月  | 義大利公開賽 (2)        | 大師賽 | 紅土     | 尼可拉斯·雅里            | 6–4、7–5                     |
| 負   | 22–12 | 2024年6月  | 法國網球公開賽          | 大滿貫 | 紅土     | 卡洛斯·艾卡拉茲          | 3–6、6–2、7–5、1–6、2–6      |
| 負   | 22–13 | 2024年7月  | 德國漢堡公開賽          | 500賽  | 紅土     | 阿蒂爾·菲斯              | 3–6、6–3、6–7(1–7)           |
| 勝   | 23–13 | 2024年11月 | 法國巴黎大師賽          | 大師賽 | 室內硬地 | 于戈·安貝爾              | 6–2、6–2                     |
| 負   | 23–14 | 2025年1月  | 澳洲網球公開賽          | 大滿貫 | 硬地     | 揚尼克·辛納              | 3–6, 6–7(4–7), 3–6           |
| 勝   | 23–13 | 20258年4月 | 德國BMW公開賽           | 500賽  | 室外紅土 | 本·谢尔顿                | 6–2、6–4                     |
| 負   | 24–15 | 20258年6月 | 德國斯图加特公开赛      | 250賽  | 草地     | 泰勒·弗里茨              | 3–6、6–7(0–7)                |

### 雙打：8次（2冠）
| 賽事級別             |
| -------------------- |
| 大滿貫（0-0）        |
| ATP1000大師賽（0-1） |
| ATP500賽（1-3）      |
| ATP250賽（1-2）      |

| 場地材質    |
| ----------- |
| 硬地（2-2） |
| 紅土（0-2） |
| 草地（0-2） |

| 場地類型    |
| ----------- |
| 室外（1-4） |
| 室內（1-2） |

| 賽果 | 勝–負 | 日期       | 賽事                       | 級别   | 場地類型 | 搭檔          | 對手                              | 比分                  |
| ---- | ----- | ---------- | -------------------------- | ------ | -------- | ------------- | --------------------------------- | --------------------- |
| 負   | 0–1   | 2015年5月  | 德國巴伐利亞國際網球錦標賽 | 250賽  | 紅土     | 米沙·茲韋列夫 | 亞歷山大·佩亞 布魯諾·蘇雷斯       | 6–4、1–6、[5–10]      |
| 負   | 0–2   | 2016年2月  | 法國南部公開賽             | 250賽  | 室內硬地 | 米沙·茲韋列夫 | 馬特·帕維奇 邁克爾·維納斯         | 5–7、6–7(4–7)         |
| 勝   | 1–2   | 2017年2月  | 法國南部公開賽             | 250賽  | 室內硬地 | 米沙·茲韋列夫 | 法布里斯·馬丁 丹尼爾·內斯特       | 6–4、6–7(3–7)、[10–7] |
| 負   | 1–3   | 2017年6月  | 德國哈雷公開賽             | 500賽  | 草地     | 米沙·茲韋列夫 | 盧卡斯·古博特 馬塞洛·梅洛         | 7–5、3–6、[8–10]      |
| 負   | 1–4   | 2018年6月  | 德國哈雷公開賽             | 500賽  | 草地     | 米沙·茲韋列夫 | 盧卡斯·古博特 馬塞洛·梅洛         | 6–7(1–7)、4–6         |
| 負   | 1–5   | 2018年10月 | 瑞士室內賽                 | 500賽  | 室內硬地 | 米沙·茲韋列夫 | 多米尼克·英格洛特 弗蘭科·什庫戈爾 | 2–6、5–7              |
| 勝   | 2–5   | 2019年3月  | 墨西哥公開賽               | 500賽  | 硬地     | 米沙·茲韋列夫 | 奧斯汀·克拉吉塞克 阿提姆·西塔克   | 2–6、7–6(7–4)、[10–5] |
| 負   | 2–6   | 2024年4月  | 法國蒙地卡羅大師賽         | 大師賽 | 紅土     | 馬塞洛·梅洛   | 桑德爾·吉勒 約蘭·弗利根           | 7–5、3–6、[5–10]      |

## 外部連結
- 亞歷山大·茲韋列夫的官方资料
- 亞歷山大·茲韋列夫的Instagram帳戶 （页面存档备份，存于）
- 亞歷山大·茲韋列夫的X（前Twitter）